# Ioan
Ioan ist ein männlicher Vorname, der auch als Familienname vorkommt.

## Vorkommen und Bedeutung
Ioan ist eine walisische, rumänische und bulgarische Variante von Johannes. Der Name bedeutet wie Johannes bzw. dessen Ursprungsform Jochanan Der Herr ist gnädig.

## Varianten
Weitere Varianten des Namens sind Yoan, Ion, Ionel, Ionuț, Ionică und Nelu.
Die weibliche Form ist Ioana, die aber nur relativ selten verwendet wird.

## Namensträger
männliche Form Ioan
- Ioan Andone (* 1960), rumänischer Fußballspieler und -trainer
- Ioan Mihai Cochinescu (* 1951), rumänischer Schriftsteller
- Ioan Fiscuteanu (1937–2007), rumänischer Schauspieler
- Ioan Viorel Ganea (* 1973), rumänischer Fußballspieler
- Ioan Gruffudd (* 1973), walisischer Schauspieler
- Ioan Holender (* 1935), rumänisch-österreichischer Sänger und Operndirektor
- Ioan Iacob (* 1954), rumänisch-deutscher bildender Künstler
- Ioan Joldea, Fürst der Moldau 1562
- Ioan Lupescu (* 1968), rumänischer Fußballspieler und -trainer
- Ioan Mavrocordat, Fürst der Moldau 1743 bis 1747
- Ioan Moisin (1947–2017), rumänischer Politiker, Chemieingenieur und Erfinder
- Ioan Mircea Pașcu (* 1949), rumänischer Politiker (PSD)
- Ioan Potcoavă († 1578), Fürst der Moldau 1577
- Ioan Sabău (* 1968), rumänischer Fußballspieler und -trainer
- Ioan Sauca (* 1956), rumänischer Theologe
- Ioan Codruț Șereș (* 1969), rumänischer Politiker (PUR)
- Ioan Slavici (1848–1925), rumänischer Schriftsteller und Journalist
- Ioan C. Toma (* 1953), rumänisch-deutscher Regisseur
- Ioan Zare (1959–2022), rumänischer Fußballspieler

Zwischenname
- Alexandru Ioan Cuza (1820–1873), Gründer und erster Fürst von Rumänien
- Alexandru Ioan Morțun (* 1951), rumänischer Politiker (PNL)
- Ovidiu Ioan Silaghi (* 1962), rumänischer Politiker (PNL)

weibliche Form Ioana
- Ioana Lambrino (1898–1953), Ehefrau des rumänischen Thronfolgers und späteren Königs Karl II.
- Ioana Luca (* 1977), deutsch-rumänische Malerin und Bildhauerin
- Ioana Olteanu (* 1966), rumänische Ruderin
- Laura-Ioana Paar (* 1988), rumänische Tennisspielerin
- Ioana-Smaranda Pădurariu (* 1987), rumänische Schachspielerin

Familienname
- Adrian Ioana (* 1981), rumänischer Mathematiker
- Iulia-Ionela Ionică (* 1980), rumänische Schachspielerin
- Paula Ioan (* 1945), rumänische Turnerin
- Șerban Ioan (* 1948), rumänischer Leichtathlet